# IC 2242
IC 2242 је појединачна звијезда у сазвјежђу Рак која се налази на листи објеката дубоког неба у Индекс каталогу.
Деклинација објекта је + 24° 7' 59" а ректасцензија 8h 15m 11,7s.